# زیردریایی کلاس-آر (بریتانیا)
زیردریایی کلاس-آر (بریتانیا) (به انگلیسی: British R-class submarine) یک کلاس از زیردریایی است که طول آن ۱۶۳ فوت (۵۰ متر) می‌باشد.